# 木通叉丝壳
木通叉丝壳（学名：Microsphaera akebiae）是属于白粉菌目白粉菌科叉丝壳属的一种真菌，寄生在木通属植物上。该种分布于中国、日本。